# Сумеречный артам
Сумеречный артам (лат. Artamus cyanopterus) — вид птиц из семейства ласточковых сорокопутов. Выделяют два подвида. Распространены в Австралии.

## Описание
Сумеречный артам достигает длины 17—18 см и массы от 31 до 46 г. Характеризуется плотным телосложением, сплющенной головой, коротким коническим клювом, длинными заостренными крыльями с очень широким основанием и коротким квадратным хвостом, а также довольно короткими ногами. Половой диморфизм не выражен. Общая окраска оперения ровного серовато-коричневого цвета, темнее на крыльях и хвосте. Первостепенные кроющие перья крыльев и кончик хвоста белого цвета. Испод крыльев серебристо-серый. Область между клювом и глазами чёрного цвета, образует узкую маску. Клюв голубовато-серый с чёрным кончиком, радужки тёмно-карие, а ноги черноватые. Молодые особи более светлого цвета с белыми перьями, разбросанными по всему оперению.

## Питание
Сумеречный артам питается насекомыми, которых ловит на лету, а также собирает с листвы и на земле. Также питается нектаром из цветов. Описан клептопаразитизм сумеречного артама, отнимающего добычу у белогрудой миагры.

## Размножение
Сезон размножения продолжается с августа по январь. Сумеречный артам гнездится разрозненными колониями. Небольшое, непрочное, чашеобразное гнездо сооружается обеими родительскими птицами из веток, корешков и другого растительного материала, изнутри выстилается растительными волокнами; размещается в дупле дерева или пня, или в развилке ветвей. Родители защищают небольшую территорию вокруг гнезда. В кладке 3—4 белых яйца с пятнами. Инкубационный период составляет около шестнадцати дней. Птенцы оперяются через 16—20 дней. В уходе за птенцами могут принимать участие помощники из не размножающихся особей.

## Подвиды и распространение
Выделяют два подвида:
- Artamus cyanopterus cyanopterus (Latham, 1801) — север и центр Квинсленда, юго-восток Южной Австралии, Тасмания
- Artamus cyanopterus perthi (Mathews, 1915) — юго-запад Западной Австралии, юг и центр Южной Австралии